# Neuseeländische Schwarzbrustwachtel
Die Neuseeländische Schwarzbrustwachtel (Coturnix novaezelandiae), von den Māori als Koreke bezeichnet, war eine endemisch auf Neuseeland vorkommende Wachtelart. Die erste nachgewiesene Beobachtung erfolgte durch Sir Joseph Banks während der ersten Neuseelandreise von James Cook 1769/70, das erste gefangene Exemplar stammte von den Naturforschern Jean René Constant Quoy und Joseph Paul Gaimard aus dem Jahre 1827. Zu diesem Zeitpunkt kam die Art auf beiden Inseln Neuseelands vor. Sie war bis in die 1860er Jahre hinein häufig, bevor eine rapide Bestandsabnahme einsetzte, die 1875 mit dem Aussterben der Art endete.

## Merkmale
Die Vögel besaßen eine Länge von 17 bis 22 cm und wogen ca. 200 g. Das Gefieder war oberseits dunkelbraun, die Federn der oberen und hinteren Partien besaßen eine hellere Zeichnung. Die sandfarbene Unterseite wies eine stark ausgeprägte, dunkelbraune bis schwarze Sprenkelung auf.  Die Kopfoberseite war braun mit helleren Streifen. Gesicht und Kehle zeigten bei den Weibchen eine ähnliche Färbung wie die Unterseite, bei den Männchen dagegen waren sie rotbraun. Dies stellte, neben der etwas geringeren Größe der Hennen, den einzigen äußeren Unterschied zwischen beiden Geschlechtern dar. Beiden gemeinsam war ein dunkleres Band, das vom schwarzen Schnabel über das Auge zum Nacken zog.
Die Jungtiere zeigten ähnliche Merkmale, jedoch eine etwas blassere Färbung der Bauchseite.

## Verbreitung und Lebensweise
Die Art kam endemisch auf der Süd- und Nordinsel Neuseelands vor. Es handelte sich um Bodenbewohner, die sich bevorzugt in offenem Grasland aufhielten und sich dort von Samen und Gräsern ernährten.

## Fortpflanzung
Die Nester der Koreke waren flache, am Boden mit Gras ausgelegte Mulden, in die zehn bis zwölf sandfarbene, dunkelbraun gefleckte Eier hineingelegt wurden. Die Brutdauer betrug 21 Tage. Bei den Jungen handelte es sich um Nestflüchter.

## Systematik
Die Neuseeländische Schwarzbrustwachtel zählt zu der neun Arten umfassenden Gattung der Erdwachteln (Coturnix) innerhalb der Familie der Fasanenartigen (Phasianidae). Bisweilen wird die Art mit der sehr ähnlichen, in Australien beheimateten Schwarzbrustwachtel (Coturnix pectoralis) zu einer Art Coturnix novaezelandiae zusammengefasst. Die Behandlung als unabhängige Spezies hat sich jedoch durchgesetzt.

## Aussterben
Das Aussterben der Neuseeländischen Schwarzbrustwachtel vollzog sich innerhalb weniger Jahre. Während sie noch 1865 auf der Südinsel als verbreitet galt, wurden 1873 von Sir Julius von Haast, dem damaligen Direktor des Canterbury Museum in Christchurch, nur noch zwei lokale Vorkommen erwähnt. Die letzten Tiere wurden 1868 (Südinsel) bzw. 1869 (Nordinsel) geschossen, seit 1875 gilt die Art als ausgestorben.
Die Ursache für das Aussterben der Art wurde niemals endgültig geklärt. Ursprünglich galten das Niederbrennen des Lebensraums sowie die intensive Bejagung durch den Menschen als Hauptursachen. Die Einführung von Hunden, Katzen und Ratten könnte ebenso dazu beigetragen haben. In Anbetracht der Tatsache, dass sich andere, später eingeführte Wachtelarten mit vergleichbarer Lebensweise dort dauerhaft etablieren konnten, scheinen die angeführten Gründe jedoch nicht ausreichend zu sein. Neuere Hypothesen gehen davon aus, dass Krankheiten, die von den eingeführten Wachteln und Fasanen übertragen wurden, die Ursache für das ungewöhnlich rasche Verschwinden sein könnten.